# ألارو
بلدية ألارو (بالإسبانية: Alaró) هي بلدية تقع في منطقة جزر البليار شرق إسبانيا.

## الديموغرافيا
بلغ عدد سكان بلدية ألارو 5.438 نسمة عام 2011 (وفقاً للمعهد الوطني للإحصاء الإسباني).
| 3.840 | 3.834 | 4.320 | 4.707 | 5.018 | 5.327 | 5.438 |